# Burg Frenz

Das Herrenhaus der Burg Frenz um 1910

Die Burg Frenz, auch Frenzer Burg genannt, ist der Rest einer Wasserburg an der Inde im Ortsteil Frenz der nordrhein-westfälischen Gemeinde Inden im Kreis Düren.
Sie war Stammsitz eines gleichnamigen Adelsgeschlechts und kam im 14. Jahrhundert an eine Linie der Familie von Merode, die bis zu ihrem Aussterben 1826 Besitzerin blieb. Von 1840 bis ins 20. Jahrhundert war die Industriellenfamilie Cockerill Eigentümerin des Anwesens. Ihr gehörte auch das nur etwa einen Kilometer nordwestlich liegende Haus Palant. Nach starken Beschädigungen im Zweiten Weltkrieg wurde die Anlage mit Ausnahme der südlichen Vorburg niedergelegt.

## Geschichte
In einer Urkunde aus dem Jahr 1104 wurde ein Harpern de Fragenzo (Hartpern de Fraegenzo) als Zeuge für den Kölner Erzbischof Friedrich I. von Schwarzenburg genannt, was darauf schließen lässt, dass es zu jener Zeit schon eine befestigte Anlage gab, nach der sich eine Besitzerfamilie nannte. Diese gehörte vermutlich einer Seitenlinie der Herzöge von Limburg an, denn sie führte den limburgischen Löwen im Wappen. Die Burg selbst wurde erst 1226 urkundlich erwähnt, als Heinrich IV. von Limburg sie am 31. Juli 1226 als Sühnetat von Kurköln zu Lehen nahm. Die Burg war Stammsitz der Edelherr von Frenz. Es ist aber nicht klar, ob er identisch ist mit der Anlage, deren umgebaute Reste heute noch erhalten sind, oder ob es sich um eine Vorgängeranlage an anderer Stelle handelte.

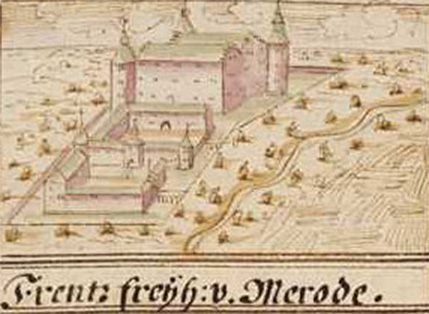
Ungenaue Ansicht der Burg Frenz aus dem Codex Welser, um 1720

Über Ricarda, die Tochter Wilhelms von Frenz, kamen Burg und Territorium 1324 an ihren Mann, Kuno von Müllenark. 1339 gelangte der Besitz an den Markgrafen Wilhelm V. von Jülich, der ihn vor 1355 an Hermann von Tomburg-Vernich verpfändete. Im Jahr 1361 löste Richard I. von Merode diese Pfandschaft ein und wurde somit neuer Besitzer der Burg Frenz. Seiner Familie gehörte die Anlage anschließend über 450 Jahre lang. Richards Enkel gleichen Namens, der Stammvater der Seitenlinie von Merode-Houffalize, ließ die Burg um die Mitte des 15. Jahrhunderts erneuern. Seine Familie bewohnte die Anlage aber nicht selbst, sondern residierte auf ihrem Schloss Châtelineau im heutigen Belgien und ließ Burg und Herrschaft von Schultheißen verwalten. Mitglieder der Familie Merode kamen nur zu Jagdausflügen nach Frenz.
Weil sich Richard V. von Merode im Dritten Geldrischen Erbfolgekrieg auf die Seite Kaiser Karls V. und damit gegen seinen eigenen Lehnsherrn, den Herzog von Jülich, stellte, zog Wilhelm der Reiche Burg und Herrschaft Frenz 1543 kurzerhand ein. Richard V. erhielt das Lehen aber mit dem Frieden von Venlo wieder zurück. Als Philipp von Merode 1629 in einem Duell getötet wurde, starb mit ihm die Besitzerfamilie im Mannesstamm aus. Frenz ging im Erbgang an seinen Schwager, den Grafen Philippe Lamoral de Gand-Vilain, doch Mitglieder anderer Merode-Linien erhoben ebenfalls Anspruch auf das Erbe. Sie zogen vor Gericht und hatten Erfolg: Die Burg Frenz kam schließlich an den Grafen Franz von Merode-Oignies. Nach dessen kinderlosem Tod brach unter den verschiedenen Familienlinien erneut Streit um das Erbe aus, den Gotthard (Goddart) von Merode-Houffalize zu Gödersheim für sich entscheiden konnte. Unter ihm fanden 1688 Erneuerungen statt. Seine Söhne ließen weitere Veränderungen und Reparaturen vornehmen, vor allem nach einem Brand 1719. Dabei erhielt die Anlage eine neue Vorburg, die dem Herrenhaus und den bisherigen Wirtschaftsgebäuden südlich vorgelagert war. Gotthards drei Enkel besaßen die Burg gemeinschaftlich und mussten Vieles nach Schäden durch das große Erdbeben bei Düren im Jahr 1756 neu errichten. Gottfried Arnold Ignaz von Merode und seine Frau Regina von Waldbott-Bassenheim veränderten das Herrenhaus im Jahr 1757, davon zeugt ihr Allianzwappen über dem Portal. Im gleichen Jahr begannen auch die Arbeiten zum Neubau der alten Vorburg, die mit dem Herrenhaus auf einer Insel lag. 1766 waren sie beendet.

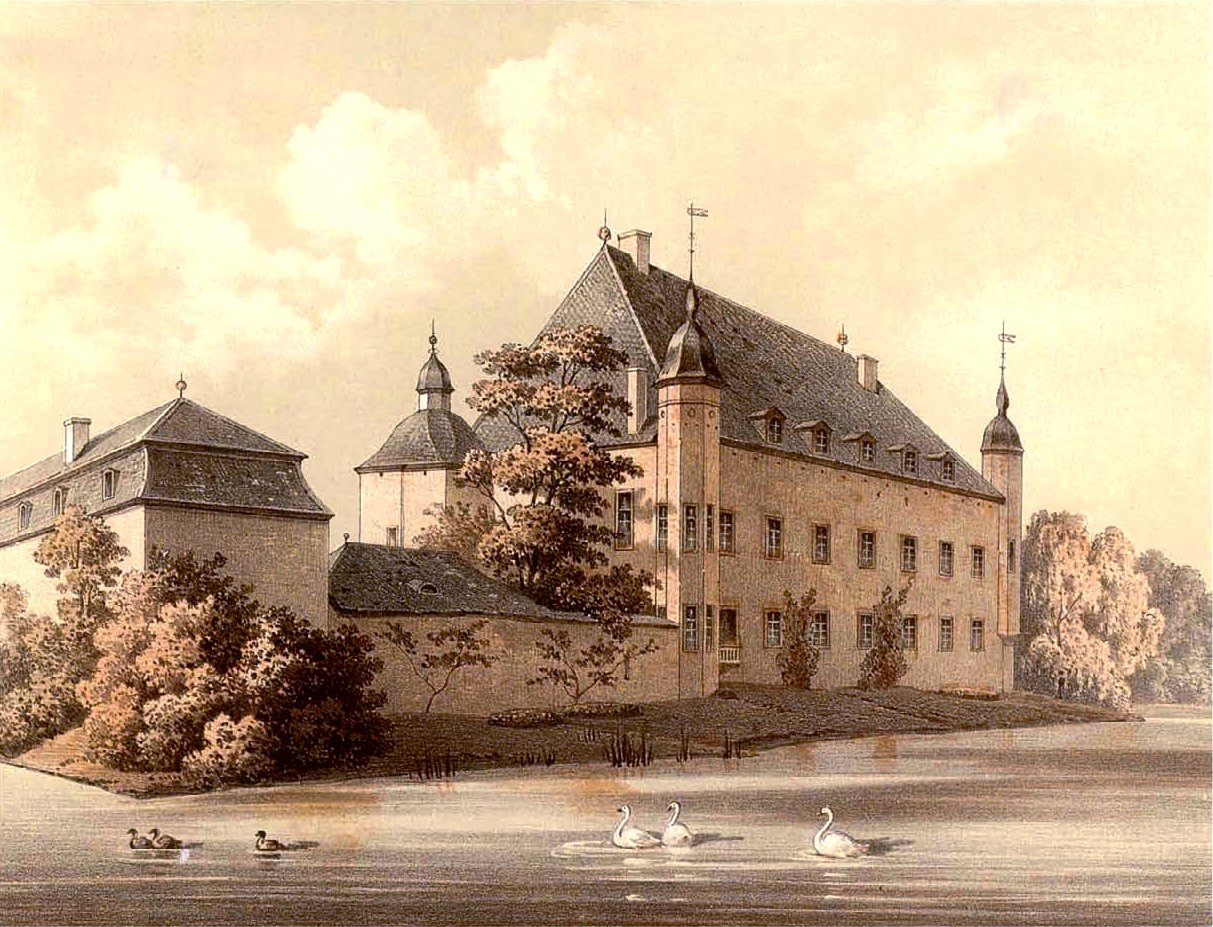
Burg Frenz auf einer Lithografie, um 1875

Durch Erbschaft und die Tatsache, dass all ihre Geschwister bereits vor ihr verstorben waren, wurde Gotthards Urenkelin Regina Petronella von Merode alleinige Besitzerin der Burganlage. Als sie 1826 verstarb, vermachte sie den Besitz ihrem Rentmeister J. W. Gräf, dessen Kinder Burg Frenz 1840 an Charles James Cockerill, Sohn des Unternehmers James Cockerill, veräußerten. Er ließ die südliche Vorburg 1850 und – nach einem Brand – noch einmal 1888 vollkommen neu ausführen. Während seiner Zeit als Eigentümer wurde in den frühen 1870er Jahren ein wertvoller Goldmünzenfund gemacht. Ein Sturm hatte das Dach eines der Ecktürmchen am Herrenhaus beschädigt. Bei der anschließenden Reparatur wurden im Schutt 64 Goldmünzen aus verschiedenen europäischen Staaten gefunden, die im 15. bis 17. Jahrhundert geprägt worden waren.
1916 wurde der Lederfabrikant Gustav Kreuder neuer Eigentümer des Anwesens, zu dem seinerzeit 560 Morgen Land gehörten. Im Zweiten Weltkrieg kam es im späten November 1944 zu heftigen Kämpfen um die Burg zwischen vorrückenden US-amerikanischen Streitkräften und deutschen Soldaten, die sich in der Burg verschanzt hatten. Bei den Kämpfen wurde die Burg stark beschädigt (nach dem bei der Eroberung ums Leben gekommenen Obergefreiten Carl V. Sheridan wurde 1953 die Sheridan-Kaserne der US-Garnison Augsburg benannt). Nachdem Rheinbraun die ruinöse Anlage 1956 übernommen hatte, wurde die Kernburg 1964 niedergelegt und das Gelände inklusiver einer Garteninsel zu landwirtschaftlicher Nutzfläche umgewandelt. Lediglich die Vorburg blieb erhalten. Sie befindet sich heute in Privatbesitz und wird von drei Familien bewohnt.

## Beschreibung

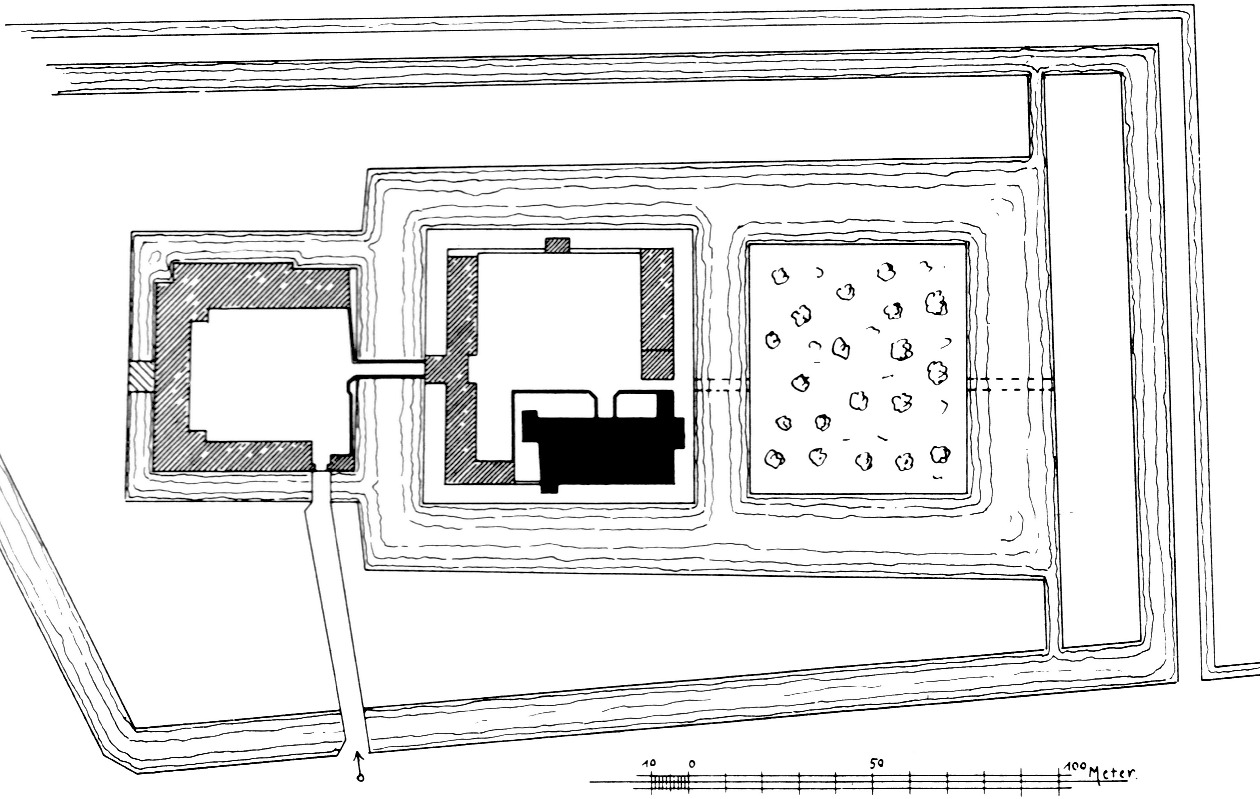
Lageplan der Burg aus der ersten Hälfte des 19. Jahrhunderts

Burg Frenz war eine mehrteilige Anlage, die sich auf drei Inseln verteilte. Mittelpunkt war das Herrenhaus, das mit den Wirtschaftsgebäuden einer alten Vorburg auf einer gemeinsamen Insel stand. Nördlich davon lag eine quadratische Garteninsel, während im Süden eine neue Vorburg mit Wirtschaftshof aus dem 19. Jahrhundert lag. Die Inseln waren von einem mehrteiligen Grabensystem umgeben, dessen breite Wassergräben ca. 4,6 Hektar Fläche einnahmen und nicht nur als Wehrelement, sondern auch zur Fischzucht dienten. Der Kern der Anlage datierte in das 15./16. Jahrhundert. Die Bausubstanz war aber in den folgenden Jahrhunderten mehrfach verändert, erweitert und erneuert worden.
Das Herrenhaus war ein rechteckiges Gebäude mit zwei Geschossen und stand in der nordöstlichen Ecke der Insel. Sein Mauerwerk aus Ziegeln war gekälkt und von einem hohen Walmdach abgeschlossen. An den beiden Ostecken besaß es polygonale Eckwarte mit geschweiften Hauben. Sie rahmten die siebenachsige Ostfassade ein. Das nördliche Ecktürmchen stammte noch aus den 15./16. Jahrhundert und stand auf einer Konsole auf Höhe des ersten Obergeschosses. Unter seiner Traufe fand sich ein Klötzchenfries. Sein Dach war von einer Wetterfahne mit der Jahreszahl 1719 bekrönt. In seinem Inneren gab es ein Kreuzrippengewölbe aus dem 16. Jahrhundert mit wappenverziertem Schlussstein. Der südliche Eckturm begann schon im Erdgeschoss und war eine Zutat aus dem 18. Jahrhundert.
An der nördlichen Stirnseite befand sich ein schmaler Anbau mit Renaissancegiebel und Erker an der Ostseite. Darin befand sich die Burgkapelle. Die hofseitige Fassade an der Westseite war schlicht gehalten. Eine gemauerte Brücke führte zum mittig liegenden Rokokoportal, über dem das Allianzwappen der Familien Merode und Waldbott-Bassenheim mit der Jahreszahl 1757 hing. Hinter dem Eingang lag ein Vestibül mit einer Dekoration im Stil des Empires. Eine Treppe aus der Zeit des Barocks führte in das Obergeschoss. Das Billardzimmer war mit einer Stuckdecke aus der Zeit um 1760 ausgestattet, während die Küchenräume noch Balkendecken aus dem 16./17. Jahrhundert aufwiesen.

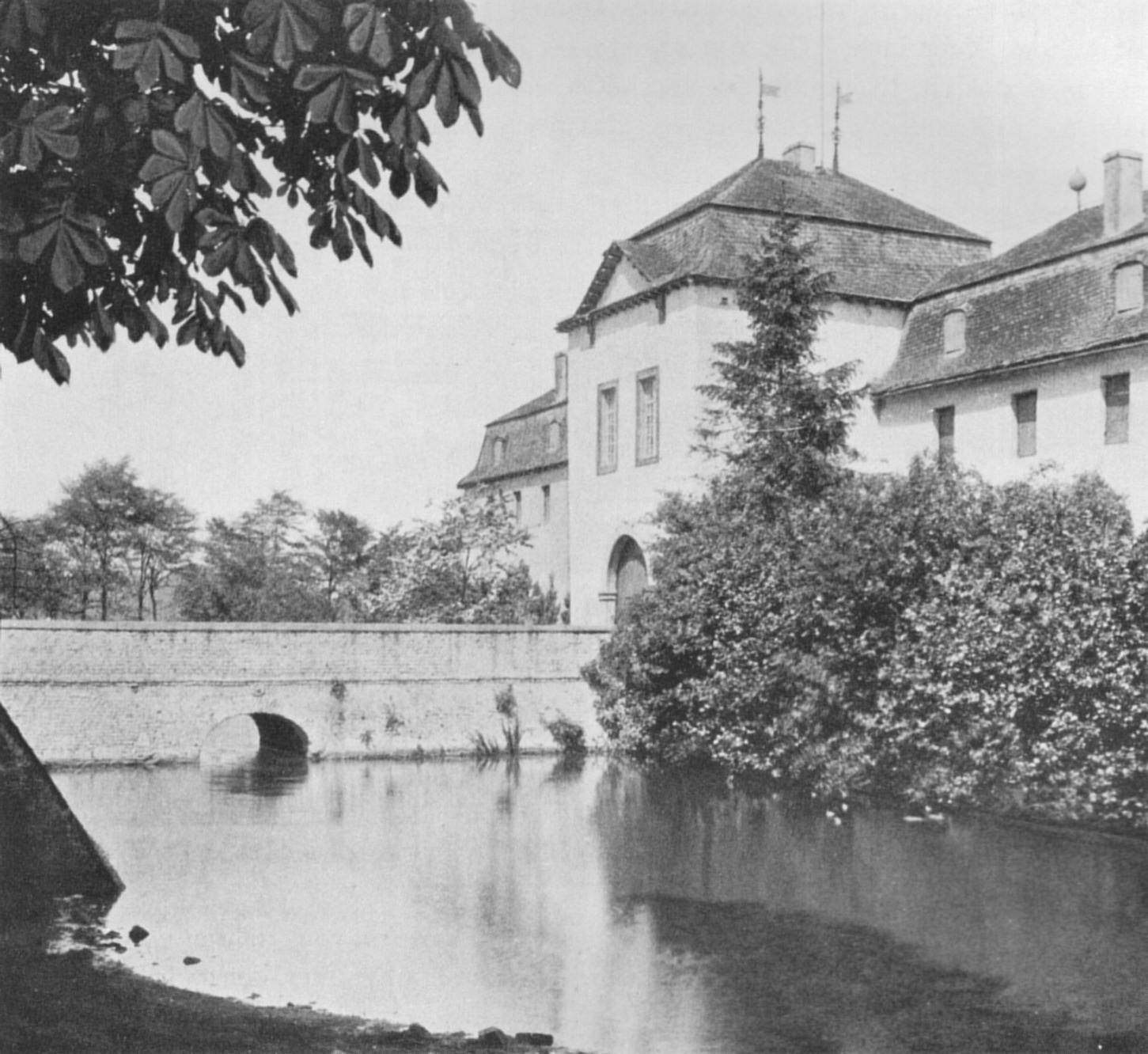
Torbau der alten Vorburg

Die Gestaltung des Haupthauses resultierte aus Umbauten um 1720 und 1757. Zu jener Zeit wurde auch der trennende Graben zwischen Herrenhaus und der westlich liegenden, alten Vorburg verfüllt, sodass die Gebäude von da an auf einer gemeinsamen Insel standen. Der Nordflügel dieser Wirtschaftsbauten nahm eine Scheune oder Remise und die Wohnung des Gärtners auf. Die Jahreszahl der Wetterfahne auf seinem Mansarddach erinnerte an den fast vollständigen Neubau bis zum Jahr 1766. Der Südflügel mit seinem Torbau gewährte Zugang zur Herrenhausinsel. Der rundbogige Eingang mit Hausteinfassung lag in einem zweigeschossigen Torturm mit geschiefertem Mansarddach, das von zwei Wetterfahnen bekrönt war. Über dem Torbogen hing das Wappen der Familie von Merode-Frenz. Zu beiden Seiten des Turms schlossen sich zweigeschossige, aber niedrigere Flügel an, deren Außenfassaden im Erdgeschoss fensterlos waren. Erst im Obergeschoss befanden sich Fensteröffnungen. Die Westseite der Herrenhausinsel war fast gänzlich unbebaut. Nur in der Mitte stand ein einfacher Gartenpavillon aus der zweiten Hälfte des 18. Jahrhunderts.
Von der großen Anlage ist heute nur noch die neuere Vorburg im Süden erhalten. Ein Zufahrtsweg führt von Westen auf sie zu und passiert dabei eine kleine Kapelle aus dem 17./18. Jahrhundert. Der dreiflügelige Wirtschaftshof besitzt eine zur ehemaligen Herrenhausinsel geöffnete U-Form und stammt mehrheitlich aus dem letzten Viertel des 19. Jahrhunderts.